# Dipodomys californicus
Dipodomys californicus — вид гризунів родини Heteromyidae. Однак популяції зменшуються, не відновившись повністю після посухи в Каліфорнії з 2013 по 2015 роки, яка знищила їх середовище існування (луки) і перетворила його на пустелю.

## Морфологічна характеристика
Довжина в середньому становить 312 мм, а хвостові хребці становлять 195 мм від загальної довжини. Виходячи з його довжини, експерти дійшли висновку, що вага цього виду становить близько 75 грамів, що робить його розмір досить нормальним серед інших Dipodomys. Вид, як правило, більший у північних районах свого поширення (поблизу округу Модок), тоді як менші тварини часто зустрічаються південніше, поблизу району затоки Сан-Франциско та округу Марін. Dipodomys californicus має майже повністю білий нижній бік, включаючи ноги, живіт і передні кінцівки; вони також мають риску чорного біля щиколотки. Верхня поверхня тіла, як правило, має темно-коричневий відтінок, що поширюється скрізь, крім обличчя, яке має темніші плями на обличчі. Під час сезону линяння (приблизно з липня по листопад) активне випадання минулорічної шерсті призведе до того, що шерсть з більш світлою текстурою відросте знову; однак кольори залишаються постійними, і кольори тварин зазвичай не тьмяніють і не змінюються протягом їхнього життя.